# Duncan Stewart
Duncan Antonio Stewart Agell (Buenos Aires, 2 gennaio 1833 – Montevideo, 13 ottobre 1923) è stato un politico uruguaiano.
È stato Presidente dell'Uruguay dal 1º marzo al 21 marzo 1894.